# Jay Haley
Jay Douglas Haley (ur. 19 lipca 1923 w Midwest, zm. 13 lutego 2007) – amerykański psychoterapeuta, nauczyciel, autor licznych publikacji z zakresu psychoterapii, twórca „strategicznej terapii rodzin”.

## Życiorys

Jay Haley

Urodził się 19 lipca 1923 roku w stanie Wyoming w USA. W rodzinie było dwóch synów i dwie córki. Matka była nauczycielką a ojciec przez większość życia pracował jako urzędnik. Kiedy Jay miał cztery lata rodzina przeprowadziła się do Berkeley w Kalifornii.
Podczas II Wojny Światowej, Haley służył w United States Army Air Forces.
W 1948 roku Haley ukończył studia na Uniwersytecie Kalifornijskim w Los Angeles uzyskując tytuł Bachelor of Arts w zakresie sztuki. Następnie kontynuował swoją edukację – w 1951 uzyskał tytuł Bachelor of Library Science w dziedzinie bibliotekoznawstwa, a w 1953 roku ukończył studia na Stanford University uzyskując stopień Master of Arts w dziedzinie komunikacji.
Haley zaangażował się w badania nad filmami. Zwrócił się do antropologa Gregora Batesona, który zajmował się analizą filmu (analizował filmy na temat propagandy niemieckiej). Pomiędzy Haleyem a Batesonem wywiązał się spór o znaczenie filmu. Bateson, pod wrażeniem argumentacji i sposobu prowadzenia dyskusji przez Haleya, zatrudnił go do projektu badającego procesy komunikacji w rodzinach schizofrenicznych. Projekt był prowadzony wspólnie z chemikiem Johnem H. Weaklandem i psychiatrą Williamem F. Freyem. Kilka lat później do projektu dołączył drugi psychiatra – Don D. Jackson.
W latach 1953–1962 Bateson, Haley, Weakland, Don Jackson i William Fry prowadzili gruntowne badania nad naturą procesów komunikacyjnych. Wyniki ich pracy zostały opisane w artykule "Toward a theory of schizophrenia". W pracy po raz pierwszy użyto nazwy „podwójne związanie” na określenie szczególnego sposobu komunikacji, jaki można obserwować także w rodzinach schizofrenicznych.
W 1953 roku Haley wziął udział w warsztacie M.H. Ericksona w San Francisco. Od tego czasu wspólnie z Weaklandem rozpoczęli wieloletnie studia u Ericksona w Phoenix w Arizonie. Haley uczył się u M.H. Ericksona hipnozy i tego, co dziś można nazwać refleksją systemową. Równocześnie, Haley uczył psychologów i psychiatrów stosowania hipnozy w pracy terapeutycznej. Swoją pracę superwizował u Ericksona.
W roku 1958 Jackson, Jules Riskin i Virginią Satir stworzyli w Palo Alto w Kalifornii Mental Research Institute (MRI). Miał się zajmować badaniem związków między wzorcami interakcji w rodzinach a zdrowiem i chorobą. MRI rozwijało się i w 1962 roku Don Jackson wraz z Nathanem Ackermanem założyli czasopismo naukowe „Family Process”. Haley został pierwszym redaktorem czasopisma i tę funkcję pełnił aż do 1969 roku. W tym zadaniu wspierała go pierwsza żona, Elizabeth Haley, która była dziennikarką.
W 1967 odszedł z MRI i na zaproszenie Salvadora Minuchina i Braulio Montalvo zaczął pracę jako dyrektor w Child Guidance Clinic na University of Pennsylvania w Filadelfii, którą kierował przez 9 lat. Następnie wraz z drugą żoną Cloe Madanes założyli centrum szkoleniowe The Family Institute of Washington DC. W tym czasie  wydał książkę "Problem Solving Therapy", przełomową publikację w dziedzinie terapii rodzinnej. Kolejna dekada była najbardziej produktywnym czasem w życiu Haleya pod względem liczby artykułów, książek, przeprowadzonych wykładów i warsztatów oraz przeszkolonych uczniów z całego świata.
Ostatnie lata spędził z Madeleine Richeport Haley w Południowej Kalifornii. Wykładał na Alliant International University, pisał książki oraz wraz z trzecią żoną tworzył filmy na temat psychoterapii i antropologii.
Jay Haley zmarł 13 lutego 2007, w wieku 83 lat.

## Terapia strategiczna rodzin
Terapia strategiczna ma miejsce gdy "terapeuta inicjuje to, co się dzieje w jej trakcie i szczegółowo planuje podejście do każdego problemu. (...) Nie jest szczególnym podejściem do rozwiązywania ludzkich problemów ani wyjątkową teorią, ale taką terapią, gdzie terapeuta bierze odpowiedzialność za bezpośrednie oddziaływanie na ludzi."

Pierwszoplanowym celem terapii jest przerwanie patologicznej sekwencji, czyli zmiana interakcji między członkami rodziny. Zmiana w systemie prowadzi do zmiany w jednostce, ustąpienia objawu lub rozwiązania problemu. Terapeuci koncentrują się na tworzeniu przyszłości, w jakiej rodzina w ramach swoich zasobów i swojej wewnętrznej struktury będzie w stanie sama rozwiązywać swoje trudności. Przeszłość i jej analiza, wgląd czy ekspresja emocji mają znaczenie marginalne.

## Publikacje

### W języku polskim
- Niezwykła terapia. Techniki terapeutyczne Miltona H. Ericksona.

### W języku angielskim
- Uncommon Therapy: The Psychiatric Techniques of Milton H. Erickson, M.D.
- The Art of Strategic Therapy
- Problem-Solving Therapy
- The Power Tactics of Jesus Christ and Other Essays
- Strategies of Psychotherapy
- Learning and Teaching Therapy
- Directive Family Therapy (written with Madeleine Richeport-Haley)
- Ordeal Therapy: Unusual Ways to Change Behavior
- Jay Haley on Milton H. Erickson
- Techniques of Family Therapy
- Leaving Home: The Therapy of Disturbed Young People
- Changing Families: A Family Therapy Reader
- Advanced Techniques of Hypnosis.